# Пайпс, Леа
Ле́а Мари́ Пайпс (англ. Leah Marie Pipes, 12 августа 1988, Лос-Анджелес) — американская актриса, наиболее известная по роли Камиллы О’Коннелл в телесериале «Первородные».

## Карьера
Пайпс начала карьеру актрисы в 2001 году в популярном телесериале «Ангел». В апреле 2002 года она стала звездой романтического комедийного сериала Lost at Home, в котором трудоголик отец пытается восстановить отношения с женой и детьми, а также исполнила роль в телефильме «Совершенство в пикселях». В 2006 году она сыграла в фильме «Отпечатки пальцев» (фильм был выпущен в 2008 году), а также появилась в телесериалах «Дрейк и Джош», «Расследование Джордан» и «Клубная раздевалка».
В 2007 году вышел фильм «Лучший удар» с Пайпс в главной роли. Она также сыграла в «Редкой женщине» и нескольких малобюджетных фильмах. В телесериале «Кости» она сыграла подростка Келли. В  2007-2008 гг. Пайпс играла в одну и главных ролей в сериалах «Дикая жизнь» и «В пучине законов», а в сериале «Терминатор: Битва за будущее» она появилась в роли Джоди в двух эпизодах.
В фильме 2009 года «Крик в общаге» Пайпс сыграла одну из главных персонажей, а в 2012 году появилась в фильмах «Я пойду за тобой во тьму» и «Музыкальные стулья». Она также снялась в гостевых ролях в телесериалах «Закон и порядок: Лос-Анджелес» и «Фишки. Деньги. Адвокаты».

## Личная жизнь
5 февраля 2014 года стало известно о помолвке Пайпс с актёром и музыкантом Эй Джеем Тротом после почти трёх лет отношений. Они поженились 6 декабря 2014 года в Санта-Барбаре, штат Калифорния. 8 мая 2019 года Пайпс подала на развод с Тротом после четырёх лет брака, указав датой расставания 17 апреля того же года. 

## Фильмография

### Фильмы
| Год  | Название на русском      | Название на английском          | Роль                 | Примечания                       |
| ---- | ------------------------ | ------------------------------- | -------------------- | -------------------------------- |
| 2004 | Совершенство в пикселях  | Pixel Perfect                   | Саманта              | ТВ фильм                         |
| 2005 |                          | Fertile Ground                  | Тесс                 | ТВ фильм                         |
| 2005 | Редкая женщина           | Odd Girl Out                    | Стейси               | ТВ фильм                         |
| 2006 | Отпечатки пальцев        | Fingerprints                    | Мелани               |                                  |
| 2007 | Лучший удар              | Her Best Move                   | Сара                 |                                  |
| 2009 | Крик в общаге            | Sorority Row                    | Джессика Пирсон      |                                  |
| 2011 | Концепция                | Conception                      | Карла                |                                  |
| 2012 | Музыкальные стулья       | Musical Chairs                  | Миа                  |                                  |
| 2012 | Я пойду за тобой во тьму | I Will Follow You Into the Dark | Астрид Дэниелс       | Также известен как Into the Dark |
| 2013 |                          | Jodi Arias: Dirty Little Secret | Кэти                 |                                  |
| 2014 | Рука Дьявола             | The Devil’s Hand                | Сара                 |                                  |
| 2022 | Эксплуатируемый          | Exploited                       | доктор Синтия Уолкер |                                  |

### Телесериалы
| Год       | Название на русском           | Название на английском                  | Роль              | Примечания                                                                  |
| --------- | ----------------------------- | --------------------------------------- | ----------------- | --------------------------------------------------------------------------- |
| 2001      | Ангел                         | Angel                                   | Стефани           | 2 эпизода                                                                   |
| 2003      |                               | Lost at Home                            | Сара Дэвис        | Основной состав                                                             |
| 2004      | Дрейк и Джош                  | Drake & Josh                            | Мэнди             | Эпизод "Football"                                                           |
| 2004-2005 | Клубная раздевалка            | Clubhouse                               | Джесси            | 4 эпизода                                                                   |
| 2005      | Малкольм в центре внимания    | Malcolm in the Middle                   | Стефани Райт      | Эпизод "Tiki Lounge"                                                        |
| 2006      | Кости                         | Bones                                   | Келли Моррис      | Эпизод "The Boy in the Shroud"                                              |
| 2006      | Акула                         | Shark                                   | Джордан Меткалф   | Эпизод "Sins of the Mother"                                                 |
| 2007      | Расследование Джордан         | Crossing Jordan                         | Мелисса Риптон    | Эпизод "Seven Feet Under"                                                   |
| 2007-2008 | Дикая жизнь                   | Life Is Wild                            | Кэти Кларк        | 12 эпизодов                                                                 |
| 2008      | Говорящая с призраками        | Ghost Whisperer                         | Кайли             | Эпизод "Horror Show"                                                        |
| 2008      | Терминатор: Битва за будущее  | Terminator: The Sarah Connor Chronicles | Джоди             | 2 эпизода                                                                   |
| 2010      | В пучине законов              | The Deep End                            | Бет Бранфорд      | 6 эпизодов                                                                  |
| 2010      | Закон и порядок: Лос-Анджелес | Law & Order: LA                         | Миранда Кларк     | Эпизод "Hollywood"                                                          |
| 2010      | Фишки. Деньги. Адвокаты       | The Defenders                           | Алексис           | Эпизод "Nevada v. Killa Diz"                                                |
| 2013      | Хор                           | Glee                                    | Электра           | Эпизод "Naked"                                                              |
| 2013      | Дневники вампира              | The Vampire Diaries                     | Камилла О’Коннелл | Эпизод: «Древние»                                                           |
| 2013—2018 | Древние                       | The Originals                           | Камилла О’Коннелл | Главная роль (сезоны 1—3) Специальная гостевая роль (сезоны 4—5) 52 эпизода |
| 2018      | 9-1-1                         | 9-1-1                                   | Молли             | Эпизод “Breaking Point”                                                     |
| 2018      | Зачарованные                  | Charmed                                 | Фиона Каллахан    |                                                                             |